# トマス・シュトルツ・ハーヴェイ
トーマス・シュトルツ・ハーヴェイ（Thomas Stoltz Harvey、1912年10月10日 - 2007年4月5日）は、アメリカ合衆国の病理学者である。1955年にアルベルト・アインシュタインの検死を行い、その後、その脳を持ち出して何十年も保管していた。

## 若年期
ハーヴェイは、エール大学においてハリー・ジンマーマンのもとで学んだ。大学院3年生のときに結核にかかり、その後1年間療養所で寝たきりになった。これが、人生で最も大きな失望のひとつとなったと語っている。

## アインシュタインの検死と脳の保存
1955年4月18日午前8時、ニュージャージー州プリンストンにあるプリンストン病院でアインシュタインの検死が行われた。アインシュタインの脳の重さは1,230グラムで、人間の正常な範囲内に収まっていた。
ペンシルバニア大学の研究室で、ハーヴェイは丸3か月かけて保存されている脳から170個の切片を切り出した。その170個の切片を顕微鏡でスライスし、スライドに貼り付けて染色した。スライドは12セット作成され、各セットには数百枚のスライドが含まれている。ハーヴェイは、自分の研究用に2セットを残し、残りは当時の主要な病理学者に配布した。アインシュタインやその家族からは、脳を除去して保存する許可は得られていなかったが、この研究を知った家族は、結果を科学雑誌にのみ掲載し、センセーショナルな内容にしないという条件で、研究を進めることを許可した。

## 脳の持ち出し
1978年8月、『月刊ニュージャージー』誌の記者スティーブン・レビーは、カンザス州ウィチタで勤務していたハーヴェイにインタビューした内容をもとに、"I Found Einstein's Brain"という記事を発表した。
1988年、ハーヴェイは引退し、カンザス州ローレンスに移った。1996年、ハーヴェイはミズーリ州ウェストンからニュージャージー州タイタスビルに移った。
BBCが1994年に制作したドキュメンタリー映画『アインシュタインの脳』では、近畿大学の杉元賢治がタイタスビルのハーヴェイの自宅を訪ねて脳の一部の提供を求め、ハーヴェイはそれに応じて脳幹の一部をスライスした。映像には、ハーヴェイが脳幹の一部をスライスし、杉元に渡す様子が映っている。
1998年、ハーヴェイはアインシュタインの脳の切断していない残りの部分を、プリンストン大学医療センターの病理学者エリオット・クラウスに譲渡した。マリアン・ダイアモンドらは、アインシュタインの脳のある部分には、平均的な男性の脳よりもグリア細胞の割合が高いことを発見した。
アインシュタイン没後50周年を迎えた2005年、92歳のハーヴェイは、ニュージャージー州の自宅で、脳の歴史に関するインタビューに答えた。
ハーヴェイは2007年4月5日、プリンストン大学メディカルセンターにて死去した。
2010年、ハーヴェイの相続人は、ハーヴェイが保有していたアインシュタインの脳の残りを含む財産を国立健康医学博物館に譲渡した。その中には、これまで公開されていなかった、断片化される前の脳全体の写真14枚が含まれている。